# 탈린
탈린(에스토니아어: Tallinn, 러시아어: Таллин, Таллинн, 독일어: Reval 레발[*])은 에스토니아의 수도이며, 발트해의 핀란드 만 연안에 있는 항만 도시로서 공업의 중심지이다. 모터·수은 정류기·라디오·굴착기·케이블·직물 등의 공장이 있다. 40만여 명이 살고 있다. 핀란드의 수도인 헬싱키까지는 페리로 2시간 반 거리에 있다. 에스토니아어와 핀란드어, 러시아어, 영어가 널리 사용된다.
1219년 덴마크에 정복되면서 레발(Reval)이라는 이름으로 불리기 시작했다. 탈린은 에스토니아어로 "덴마크인의 성"을 뜻한다. 러시아 제국 시대에는 레벨(러시아어: Ревель)이라고 불렀으며 1918년 에스토니아가 독립하면서 탈린(Tallinn)이라는 이름으로 바뀌었다.

## 지리

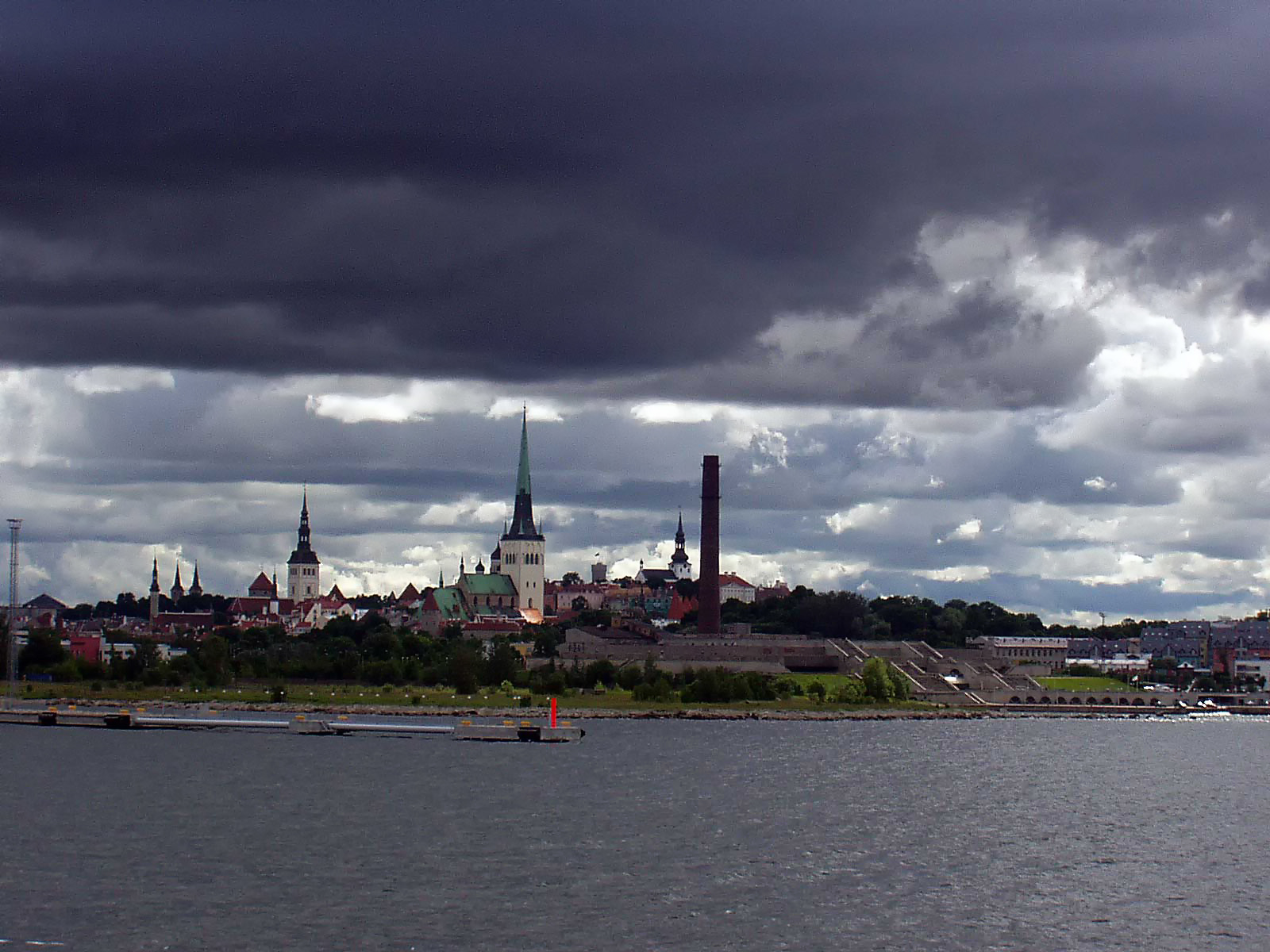
Tallinn

탈린은 핀란드만 남동해안에 접해 있으며, 에스토니아 중북부에 있다. 핀란드 헬싱키에서 해로로 80킬로미터 떨어져 있다. 탈린에서 가장 큰 호수는 윌레미스테 호(Ülemiste)이다. 하르쿠 호는 탈린에서 두 번째로 큰 호수로 면적은 1.6 km2이다. 수심은 해수면에서 64미터로, 남서쪽의 넘메 구(Nõmme)에 위치해 있다. 해안선 길이는 46킬로미터이다. 3개의 큰 반도(코플리 반도, 팔랴사레 반도, 카쿠매에 반도)가 있다.

## 인구
| 연도                                                                    | 인구    | ±%      |
| ----------------------------------------------------------------------- | ------- | ------- |
| 1372                                                                    | 3,250   | —       |
| 1772                                                                    | 6,954   | +114.0% |
| 1816                                                                    | 12,000  | +72.6%  |
| 1834                                                                    | 15,300  | +27.5%  |
| 1851                                                                    | 24,000  | +56.9%  |
| 1881                                                                    | 45,900  | +91.3%  |
| 1897                                                                    | 58,800  | +28.1%  |
| 1925                                                                    | 119,800 | +103.7% |
| 1959                                                                    | 283,071 | +136.3% |
| 1970                                                                    | 362,706 | +28.1%  |
| 1979                                                                    | 428,537 | +18.1%  |
| 1989                                                                    | 478,974 | +11.8%  |
| 2000                                                                    | 400,150 | −16.5%  |
| 2011                                                                    | 393,222 | −1.7%   |
| 2021                                                                    | 437,817 | +11.3%  |
| Population size may be affected by changes in administrative divisions. |         |         |

## 기후
| 탈린의 기후                                                          | 탈린의 기후   | 탈린의 기후   | 탈린의 기후   | 탈린의 기후  | 탈린의 기후 | 탈린의 기후 | 탈린의 기후 | 탈린의 기후 | 탈린의 기후 | 탈린의 기후  | 탈린의 기후  | 탈린의 기후   | 탈린의 기후   |
| 월                                                                   | 1월           | 2월           | 3월           | 4월          | 5월         | 6월         | 7월         | 8월         | 9월         | 10월         | 11월         | 12월          | 연간          |
| -------------------------------------------------------------------- | ------------- | ------------- | ------------- | ------------ | ----------- | ----------- | ----------- | ----------- | ----------- | ------------ | ------------ | ------------- | ------------- |
| 역대 최고 기온 °C (°F)                                               | 9.2 (48.6)    | 10.2 (50.4)   | 17.1 (62.8)   | 27.2 (81.0)  | 31.4 (88.5) | 32.6 (90.7) | 34.3 (93.7) | 34.2 (93.6) | 28.0 (82.4) | 21.8 (71.2)  | 14.1 (57.4)  | 11.6 (52.9)   | 34.3 (93.7)   |
| 일평균 최고 기온 °C (°F)                                             | −0.7 (30.7)   | −1.0 (30.2)   | 2.8 (37.0)    | 9.5 (49.1)   | 15.4 (59.7) | 19.2 (66.6) | 22.2 (72.0) | 21.0 (69.8) | 16.1 (61.0) | 9.5 (49.1)   | 4.1 (39.4)   | 1.2 (34.2)    | 9.9 (49.8)    |
| 일일 평균 기온 °C (°F)                                               | −2.9 (26.8)   | −3.6 (25.5)   | −0.6 (30.9)   | 4.8 (40.6)   | 10.2 (50.4) | 14.5 (58.1) | 17.6 (63.7) | 16.5 (61.7) | 12.0 (53.6) | 6.5 (43.7)   | 2.0 (35.6)   | −0.9 (30.4)   | 6.4 (43.5)    |
| 일평균 최저 기온 °C (°F)                                             | −5.5 (22.1)   | −6.2 (20.8)   | −3.7 (25.3)   | 0.7 (33.3)   | 5.2 (41.4)  | 9.8 (49.6)  | 13.1 (55.6) | 12.3 (54.1) | 8.4 (47.1)  | 3.7 (38.7)   | −0.2 (31.6)  | −3.1 (26.4)   | 2.9 (37.2)    |
| 역대 최저 기온 °C (°F)                                               | −31.4 (−24.5) | −28.7 (−19.7) | −24.5 (−12.1) | −12.0 (10.4) | −5.0 (23.0) | 0.0 (32.0)  | 4.0 (39.2)  | 2.4 (36.3)  | −4.1 (24.6) | −10.5 (13.1) | −18.8 (−1.8) | −32.2 (−26.0) | −32.2 (−26.0) |
| 평균 강수량 mm (인치)                                                | 56 (2.2)      | 40 (1.6)      | 37 (1.5)      | 35 (1.4)     | 37 (1.5)    | 68 (2.7)    | 82 (3.2)    | 85 (3.3)    | 58 (2.3)    | 78 (3.1)     | 66 (2.6)     | 59 (2.3)      | 700 (27.6)    |
| 평균 강수일수 (≥ 1.0 mm)                                             | 12.7          | 10.6          | 9.0           | 7.5          | 7.3         | 9.5         | 9.1         | 10.3        | 10.1        | 12.9         | 12.3         | 13.1          | 124.4         |
| 평균 상대 습도 (%)                                                   | 89            | 86            | 80            | 72           | 69          | 74          | 76          | 79          | 82          | 85           | 89           | 89            | 81            |
| 평균 월간 일조시간                                                   | 29.7          | 58.8          | 148.4         | 217.3        | 306.0       | 294.3       | 312.1       | 255.6       | 162.3       | 88.3         | 29.1         | 20.7          | 1,922.7       |
| 출처 1: 에스토니아 기상청 (평년값: 1991년~2020년, 극값: 1805년~현재) |               |               |               |              |             |             |             |             |             |              |              |               |               |
| 출처 2: 미국 해양대기청 (강수일수)                                   |               |               |               |              |             |             |             |             |             |              |              |               |               |

## 교육
탈린은 탈린 기술 대학교가 위치한 곳이며, 그 외 수준 높은 교육과 과학 수준을 보유한 대학교가 있다.
- 탈린 사범 대학교 (새 이름은 탈린 대학교)
- 에스토니아 음악 아카데미
- 에스토니아 예술 아카데미
- 에스토니아 IT대학

## 자매 도시
- 대한민국 삼척시
- 폴란드 비아위스토크
- 영국 다트퍼드
- 폴란드 그단스크
- 폴란드 그디니아
- 벨기에 헨트
- 스웨덴 예테보리
- 네덜란드 흐로닝언
- 독일 킬
- 핀란드 콧카
- 폴란드 웜자
- 미국 로스가토스
- 스웨덴 말뫼
- 미국 포틀랜드
- 라트비아 리가
- 러시아 모스크바
- 러시아 상트페테르부르크
- 독일 슈베린
- 이탈리아 베네치아
- 리투아니아 빌뉴스